# Coral Springs
Coral Springs è un comune degli Stati Uniti d'America, nella contea di Broward, nello Stato della Florida. Coral Springs fu fondata ufficialmente come città il 10 luglio 1963. Nel 2006, la popolazione stimata dall'U.S. Census Bureau è salita a 126.875 abitanti.

## Geografia fisica
Coral Springs si trova a 26°16'14" Nord, 80°15'33" Ovest.
Secondo l'U.S. Census Bureau, la città ha un'area totale di 61,98 km². 57,50 km² su terraferma e 4,95 km² di acque interne (8,00% del totale).

## Società

### Evoluzione demografica
Secondo il censimento del 2000, ci sono 117.549 abitanti, 39.522 persone che vivono nella stessa casa e 31.301 famiglie residenti nella città. La densità di popolazione è di 1898,2 km². Ci sono 41.337 unità abitative e una densità media di 667,5 km². La composizione razziale della città è 81,55% bianchi, 9,16% afroamericani, 0,18% nativi americani, 3,53% asiatici, 0,07% isolani del Pacifico, 2,99% di altre razze e 2,52% di due o più razze. Il 15,52% della popolazione è ispanica o latina di qualunque razza.
Ci sono 39.522 persone che vivono nella stessa casa delle quali il 48,4% ha bambini al di sotto dei 18 anni che vivono con loro, il 61,4% sono coppie sposate che vivono insieme, il 13,3% ha un capofamiglia femmina senza marito presente e il 20,8% non sono considerate famiglie. Il 15,2% di tutte le persone che vivono nella stessa casa sono composte da singoli individui e il 4,0% è composto da persone che vivono da sole e che hanno dai 65 anni in su. La misura medie di persone che vivon nella stessa casa è di 2,96 e la misura media di una famiglia è di 3,30.
Nella città la popolazione è distribuita con il 30,7% sotto i 18 anni, 7,9% dai 18 ai 24, 32,2% dai 25 ai 44, 23,1% dai 45 ai 64 e 6,0% dai 65 anni in su. L'età media è di 34 anni. Per ogni 100 femmine ci sono 94,9 maschi. Per ogni 100 femmine dai 18 anni in su, ci sono 90,8 maschi.
Il reddito medio per una persona che vive nella stessa casa con qualcun altro è di $58.459 e il reddito medio per una famiglia è di $64.193. I maschi hanno un reddito di $45.330 contro i $30.898 per le femmine. Il reddito pro capite per la città è di $25.282. Il 6,3% della popolazione e il 8,0% delle famiglie sono al di sotto del soglia di povertà. Tra la popolazione totale, il 9,9% di quelli al di sotto dei 18 anni e il 9,0% di quelli dai 65 anni in su vivono al di sotto del livello di povertà.